# 雷州新梅花介
雷州新梅花介（学名：Neocytheretta leizhouensis）为新梅花介科新梅花介屬下的一个种。